# LG Group
Pour les articles homonymes, voir LG.
LG Corp (auparavant LG Group ou Lucky-GoldStar) est un chaebol (conglomérat industriel sud-coréen) ou société de portefeuille, spécialisé dans l'électronique (dont la domotique), les téléphones portables, l'air climatisé (troisième entreprise mondiale), le petit électroménager et depuis 2008 les Business Solutions (solaire, sécurité). 
Cette entreprise a été créée par Koo In-hwoi (en), qui a laissé sa place à son fils aîné Koo Bon-moo en 1995. Au total, la famille Koo détient des participations dans 17 filiales du groupe LG, dont 45,25 % dans LG Chemical et 35,89 % dans LG Capital Services.
‌

## Historique

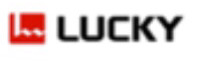
Logo de Lucky Chemical.

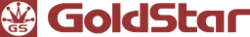
Logo de GoldStar.

- 1940/50 : Naissance de Lucky-GoldStar. Pionnier des industries chimique et électronique coréennes. Création de LG Chemical en 1947[4] et de GoldStar (en) en 1958[5].
- 1960 : Pionnier de l'industrie énergétique (raffinage du pétrole) en Corée.
- 1970 : Début de l'exploitation d'électronique grand public sous la marque Goldstar.
- 1980 : Début du développement des compétences fondamentales, pétrochimie, ingénierie de précision, semi-conducteurs, technologie de l'information et pharmaceutique.
- 1990 : Réorganisation de la concentration opérationnelle en trois domaines : électronique, chimique et télécommunication.
- 1991 : Création de la filiale française.
- 1995 : Nouvelle identité LG Electronics au niveau mondial.
- 2000 : La marque LG débarque en France. Transformation de la gouvernance et transparence d'entreprise en Corée.
- 2003 : Création de LG Corp[6].

En janvier 2009, LG Group a pu acquérir le nom de domaine LG.com, le montant de la transaction reste un secret.
En novembre 2020, LG Group annonce la scission de 5 de ses filiales dont Silicon Works, spécialisée dans les composants électroniques, LG MMA, spécialisée en chimie et LG Hausys, dans un nouvel ensemble.
En janvier 2021, le groupe annonce la vente de son activité mobile. En avril de la même année, LG annonce la mise à l'arrêt de ses activités dans le mobile, en dehors d'une activité de R&D sur les réseaux sans fils, car il n'a pas trouvé de repreneur.

Identité visuelle (logo)
1995-2014
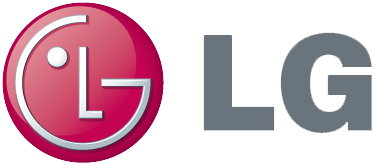
2008-2014
Depuis 2014

## Activité
LG est présent dans des activités diversifiées comme l'électronique grand public (LG Electronics, LG Display), la chimie (LG Chem, LG Household & Health Care), les services et les activités télécoms (LG Telecom, LG Dacom) et l'armement (LIG Nex1). Le groupe englobe aujourd'hui 250 entreprises différentes pour 160 000 employés. L'entreprise s'est appelée Lucky-Goldstar (럭키 금성) de sa création en 1947 jusqu'en 1995, date à laquelle elle a adopté l'abréviation « LG » comme dénomination courante. Avant ce changement de nom, LG vendait également certains produits électroniques sous la marque Goldstar et des produits ménagers sous la marque Lucky, mais seulement en Corée du Sud pour cette dernière.
Lucky était une marque connue pour ses détergents et produits nettoyants. Le terme « Lucky » était d'ailleurs synonyme de dentifrice avant l'industrialisation massive de la société sud-coréenne (de la même façon que « Kleenex » désigne souvent les mouchoirs en papier de manière générique, par antonomase).

## Filiales du groupe

### Électronique
- LG Electronics
- LG Display
- LG Innotek
- Silicon Works
- Hiplaza
- Hi Logistics
- System Air-Con Engineering
- Vehicule Component

### Chimie et Pétrochimie
- LG Chem
- LG DOW Polycarbonate
- SEETEC
- LG Household & Health Care (en) : Ĭsa Knox (en), The Face Shop (en)
- Coca·Cola Beverage Company
- LG Hausys
- LG Tostem BM (en)
- LG MMA

### Télécommunications et Services
- LG U+
- CS Leader
- A•IN
- DACOM Crossing
- DACOM Multimedia Internet
- CS ONE Partner
- LG CNS (en)
- V-ENS
- BIZTECH & EKTIMO
- Ucess Partners
- SERVEONE
- LG International
- TWIN WINE
- Geovine
- pixdix
- LG Solar Energy (en)
- G2R (en)
- HS Ad (en)
- Twenty Twenty (en)
- Media Prima Berhad

## Principaux actionnaires
Au 7 décembre 2019:
| Gwang-Mo Koo                      | 15,0% |
| Bon-Joon Koo                      | 7,72% |
| National Pension Service of Korea | 7,09% |
| Bon-shik Koo                      | 4,48% |
| Young-shik Kim                    | 4,20% |
| Bon-neung Koo                     | 3,05% |
| Yeon-kyung                        | 2,92% |
| LG Yonam Educational Institute    | 2,13% |
| Templeton Asset Management        | 1,63% |
| The Vanguard Group                | 1,46% |

## Activité et part de marché
- 2002 : LG vend 3,7 % des téléphones mobiles achetés dans le monde.
- 2003 : LG vend 5,8 % des téléphones mobiles achetés en France.
- 2003 : LG vend 6 % des téléviseurs à écran plat achetés dans le monde.
- 2004 : LG fabrique 23 % des écrans LCD achetés dans le monde.
- 2004 : Troisième fabricant mondial de mobiles 3G.
- 2004 : LG vend 6 % des équipements pour téléphonie mobile installés en Chine.
- 2005 : Premier fabricant mondial de dalles pour écrans à cristaux liquides
- 2006 : LG est le premier fabricant mondial de téléviseurs, avec 11 % du marché mondial.
- 2006 : LG a vendu 3,8 millions de téléviseurs LCD et 1,5 million de téléviseurs à écran plasma.
- 2006 : LG est le deuxième fabricant sud-coréen de téléphones mobiles.
- 2007 : LG est le second fabricant d'écran plasma au monde. LG vend 26,5 % des écrans plasma achetés dans le monde.
- 2007 : LG Displays est le deuxième fabricant mondial d'écrans LCD.
- 2007 : Au premier trimestre 2007, LG a vendu 6,2 % des téléphones mobiles achetés dans le monde.
- 2007 : LG Powercom est le troisième fournisseur d'accès à internet à haut débit en Corée du Sud avec 11 % de part de marché.
- 2008 : LG est le quatrième vendeur mondial de téléphones mobiles, il était neuvième en 2003.
- 2008 : LG est le quatrième fabricant mondial de téléviseurs à écran plat, il était septième en 2003.
- 2008 : LG est le troisième fabricant mondial d'électroménager, il était cinquième en 2003.